# 芝加哥黑鷹
芝加哥黑鷹隊（英語：Chicago Blackhawks）是位於美國芝加哥的國家冰球聯盟隊伍，隸屬於西大區中央分區。
芝加哥黑鷹隊是 球隊之一；球隊的英文名字原指，是伊利諾州一個印第安部落的人物。
1926年成立以来，他们已经赢得了六座斯坦利杯和十四个分区冠军。黑鹰是最原始的六支NHL的球队之一。（其他五支是波士顿棕熊队，蒙特利尔加拿大人，多伦多枫叶队，纽约游骑兵队和底特律红翼）。黑鹰队在芝加哥球场打了65年的主场比赛，直到1994年，他们搬到了联合中心球场。2009-2010赛季，他们以4-3力克费城飞人得到冠军。黑鹰队做到了一点奇迹：不是一定要有一个伟大的门将才能赢得胜利。目前，他们正在踏上卫冕之路。
經過三年的時光，芝加哥黑鷹在2012-2013縮水球季，以36勝7敗5和總積分77分的佳績贏得總統盃並進入了季後賽，一路殺進了決賽與波士頓棕熊對決，並在系列賽中的第六戰作客波士頓以3-2的成績把史丹利獎杯帶回了芝加哥。